# Portada/efemèride abril 20
Caterina Albert
« 19 d'abril · 20 d'abril · 21 d'abril »